# Frances Tustin
Frances Tustin (Darlington, 15 de octubre de 1913-Londres, 11 de noviembre de 1994) fue una psicoanalista infantil británica, pionera en el área de la comprensión y el tratamiento psicoanalítico de los estados autistas en niños y adultos desde comienzos de los años 1950.

## Biografía
De nombre de soltera Frances Vickers, fue la hija única de padres muy religiosos. Cuando estos se separaron en 1926, siguió viviendo con su madre, no teniendo contacto con su padre, con el que la unía una relación muy estrecha, por quince años. Entre 1932 y 1934 se formó como maestra en el Whitelands College de Putney, Londres. En 1938 se casó con el funcionario público John Taylor, del que se divorció en 1946. Dos años después contrajo matrimonio con el profesor universitario de física Arnold Tustin (1899-1994).
Frances Tustin se desempeñó como maestra durante varios años, hasta que en 1943, motivada por conferencias de Susan Isaacs se interesó en el psicoanálisis. En 1950, después de la muerte de su primer bebé, inició en la Clínica Tavistock de Londres una formación de tres años de duración como psicoterapeuta infantil. Inició un análisis con el kleiniano Wilfred Bion, que con interrupciones se extendió por catorce años. En 1953 se trasladó a Boston realizando una práctica en el James Jackson Putnam Center dirigido por Beata Rank y Marian Putnam, uno de los primeros centros de tratamiento para niños autistas.
Trató de aplicar inicialmente la técnica de Melanie Klein a los niños autistas, pero debió enriquecerla para tomar en consideración la cuestión de la angustia inherente a este trastorno. 
Sobre esas bases clasificó el autismo en tres grupos:
1. el autismo primario anormal (prolongación del período habitualmente pasajero del autismo),
2. el autismo secundario encapsulado (sensiblemente idéntico al autismo de Kanner),
3. y el autismo secundario regresivo (o esquizofrenia infantil).

Enseñó en Tavistock Clinic y es autora de numerosas obras y artículos que manifiestan un trabajo exigente e innovador.

## Obras
- Tustin, Frances. (1972). Autism and childhood psychosis. London: Hogarth; traducción Autismo Y Psicosis Infantiles, Paidos Ibérica, 1981. ISBN 84-7509-112-1
- ——. (1981). Autistic states in children. London: Routledge, ISBN 978-0415081290; traducción Estados autísticos en los niños. Buenos Aires: Paidós, 1987. ISBN 9788475098043
- ——. (1986). Autistic barriers in neurotic patients. London: Karnac Books, ISBN 978-0300038408; traducción Barreras autistas en pacientes neuróticos. Buenos Aires: Amorrortu, 1989. ISBN 9789505185054
- ——. (1990). The protective shell in children and adults. London: Karnac Books, 9780946439812; traducción El cascarón protector en niños y adultos. Buenos Aires: Amorrortu, 1992. ISBN 9789505185221